# Harry Styles: Live on Tour
Harry Styles: Live on Tour fue la primera gira musical del cantante británico Harry Styles, de cara a promocionar su primer álbum en solitario (bautizado como Harry Styles). El tour arrancó previsiblemente el 19 de septiembre de 2017 en San Francisco y posteriormente continuó por Latinoamérica, Europa, Asia y Oceanía con un total de 89 conciertos alrededor del mundo.

## Antecedentes
En junio de 2016 se confirmó que Styles había firmado un contrato con Columbia Records para lanzar un álbum como solista. Más tarde, el 7 de abril de 2017, el cantante lanzó su primer single en solitario "Sign Of The Times". El álbum fue lanzado al mercado el 12 de mayo de 2017.
La gira fue oficialmente anunciada el 28 de abril de 2017, a través de Twitter y la página web oficial del cantante. En Norteamérica, las entradas de preventa estaban disponibles a través de la plataforma "Verified Fan" de Ticketmaster. Esta medida ayuda a prevenir scalping, una forma de operar a muy corto plazo (una entrada puede durar como 5 o 30 minutos). Medidas similares han sido tomadas por promotores en el Reino Unido y Oceanía. Las entradas compradas mostrarán el nombre del comprador y la foto adjunta del documento de identificación del asistente. A pesar de que los promotores pensaron que Styles podría ofrecer sus conciertos en lugares más grandes, el cantante eligió salas más íntimas para transmitir a los fanes el pleno efecto del álbum.
Las entradas para los espectáculos anunciados se vendieron en cuestión de minutos, causando una gran demanda y furor por parte de sus seguidores. Styles publicó en su cuenta de Twitter que estaba abrumado con el éxito de la gira y mostró su deseo de ampliar la gira en 2018. El pasado 8 de junio de 2017 anunció nuevas fechas, esta vez en recintos de mayor capacidad de audiencia.
El 8 de septiembre de 2017 se anunció que Styles participaría en el festival We Can Survive el cual se celebraría en el Hollywood Bowl de Los Ángeles el 21 de octubre de ese mismo año. Styles compartió escenario con grandes artistas como Lorde, Alessia Cara, P!nk, Sam Smith y su compañero de One Direction, Niall Horan.

## Caridad
Todas las ganancias de Harry de Treat People With Kindness, las compras de corbatas, así como una parte de las ventas de entradas, se donarán a varias organizaciones benéficas locales de sus giras en todo el mundo.
La Fundación para el Cáncer Infantil de la Región de Basilea (Stiftung für krebskranke Kinder Basel) se fundó en 1988 para brindar apoyo a niños con cáncer y sus familias. Ofrece asistencia financiera a las familias para los costos de tratamiento y atención o para los costos adicionales relacionados con la enfermedad que no están cubiertos por el seguro médico u otro seguro.
Toute Le Monde Contre Le Cancer. Desde 2005, la asociación "Todos contra el cáncer" ha llevado a cabo 1000 acciones cada año para mejorar la vida diaria de los pacientes y sus familias, con 140 hospitales y hogares de padres en toda Francia.
Voedselbank Amsterdam. El Banco de Alimentos tiene como objetivo brindar alimentos saludables y variados a las personas que no lo reciben semanalmente. Así es como se oponen a la pobreza y reducen el excedente de alimentos. El banco de alimentos sirve como un vínculo entre los excedentes, por un lado, y la pobreza, por el otro. Alrededor de 4.000 hogares reciben un paquete de alimentos por semana.
El Fondo Olivia Hendrickx recauda dinero para tender un puente entre la investigación innovadora sobre el cáncer y los pacientes. El fondo apoya principalmente proyectos prometedores para los cuales hay poco interés comercial, pero que pueden marcar una gran diferencia para los pacientes. Todos los proyectos se supervisan de cerca, con un enfoque en este objetivo: un tratamiento concreto que realmente ofrece mejores oportunidades para la curación.
El Proyecto Hambre empodera a mujeres y hombres para que pongan fin a su propio hambre y pobreza de forma sostenible a través de un enfoque integrado, replicable y asequible para el desarrollo centrado en las personas.
Børnecancerfonden financia investigaciones sobre el cáncer infantil y apoya a las familias en el momento más difícil de sus vidas.
La Children's Cancer Society es una organización de voluntariado nacional dirigida por padres de niños que han tenido o aún tienen cáncer. La oficina principal de la Sociedad se encuentra en Oslo. La sociedad consiste en 14 asociaciones regionales. Las asociaciones regionales tienen juntas independientes que trabajan voluntariamente para las familias de niños con cáncer.
CVJM Oberhausen es un lugar de encuentro gratuito para jóvenes y niños. Proporcionamos comida para los estudiantes después de la escuela y ayudamos con la tarea. Una vez que los niños terminan sus tareas escolares, pueden jugar una variedad de juegos y actividades entre ellos.

## Repertorio
Este repertorio corresponde al interpretado el 11 de marzo de 2018 en Basilea. Puede no representar todos los shows.
1. "Only Angel"
2. "Woman"
3. "Ever Since New York"
4. "Two Ghosts"
5. "Carolina"
6. "Stockholm Syndrome" (cover de One Direction)
7. "Just a Little Bit of Your Heart" (cover de Ariana Grande)
8. "Medicine"
9. "Meet Me in the Hallway"
10. "Sweet Creature"
11. "If I Could Fly" (cover de One Direction)
12. "Anna"
13. "What Makes You Beautiful" (cover de One Direction)
14. "Sign of The Times"
15. "From the Dinning Table"
16. "The Chain" (cover de Fletwood Mac)
17. "Kiwi"
18. "You're Still Then One" (cover de Shania Twain)
19. "Girl Crush" (cover de Little Big Town)

## Teloneros
Primera Etapa
- América del Norte
  - MABEL - (19 de septiembre de 2017 - 14 de octubre de 2017)
- Europa
  - MABEL - (25 de octubre de 2017 - 10 de noviembre de 2017)

Segunda Etapa
- Asia
  - Warpaint - (1 de mayo de 2018 - 12 de mayo de 2018)
- América del Sur
  - Leon Bridges - (23 de mayo de 2018 - 29 de mayo de 2018)
- América del Norte
  - Leon Bridges - (1 de junio de 2018 - 2 de junio de 2018)
  - Kacey Musgraves - (5 de junio de 2018 - 14 de julio de 2018)

## Fechas
| Fecha                    | Ciudad           | País           | Recinto                          | Entradas vendidas / Disponibles | Recaudación |
| ------------------------ | ---------------- | -------------- | -------------------------------- | ------------------------------- | ----------- |
| América del Norte        |                  |                |                                  |                                 |             |
| 19 de septiembre de 2017 | San Francisco    | Estados Unidos | The Masonic                      | 3,188 / 3,198                   | $199,408    |
| 20 de septiembre de 2017 | Los Ángeles      | Estados Unidos | Greek Theatre                    | 5,727 / 5,867                   | $380,961    |
| 25 de septiembre de 2017 | Nashville        | Estados Unidos | Ryman Auditorium                 | 2,302 / 2,362                   | $142,624    |
| 26 de septiembre de 2017 | Chicago          | Estados Unidos | Chicago Theatre                  | 3,553 / 3,553                   | $297,764    |
| 28 de septiembre de 2017 | Nueva York       | Estados Unidos | Radio City Music Hall            | 5,942 / 5,942                   | $501,793    |
| 30 de septiembre de 2017 | Boston           | Estados Unidos | Wang Theatre                     | 3,531 / 3,531                   | $259,878    |
| 1 de octubre de 2017     | Washington       | Estados Unidos | DAR Constitution Hall            | —                               | _           |
| 4 de octubre de 2017     | Toronto          | Canadá         | Massey Hall                      | —                               | —           |
| 5 de octubre de 2017     | Upper Darby      | Estados Unidos | Tower Theatre                    | —                               | —           |
| 8 de octubre de 2017     | Atlanta          | Estados Unidos | Coca-Cola Roxy Theatre           | —                               | —           |
| 10 de octubre de 2017    | Irving           | Estados Unidos | Irving Music Factory             | —                               | —           |
| 11 de octubre de 2017    | Austin           | Estados Unidos | Moody Theatre                    | 2,622 / 2,646                   | $205,129    |
| 14 de octubre de 2017    | Phoneix          | Estados Unidos | Comerica Theatre                 | —                               | —           |
| 21 de octubre de 2017    | Hollywood        | Estados Unidos | Hollywood Bowl                   | —                               | —           |
| Europa                   |                  |                |                                  |                                 |             |
| 25 de octubre de 2017    | París            | Francia        | L'Olympia                        | 1,511 / 1,511                   | $180,526    |
| 27 de octubre de 2017    | Colonia          | Alemania       | Palladium                        | —                               | —           |
| 29 de octubre de 2017    | Londres          | Reino Unido    | Eventim Apollo                   | 10,375 / 13,589                 | $635,398    |
| 30 de octubre de 2017    | Londres          | Reino Unido    | Eventim Apollo                   | 10,375 / 13,589                 | $635,398    |
| 1 de noviembre de 2017   | Mánchester       | Reino Unido    | O2 Apollo Manchester             | —                               | —           |
| 2 de noviembre de 2017   | Glasgow          | Reino Unido    | SEC Armadillo                    | 2,919 / 2,919                   | $179,580    |
| 5 de noviembre de 2017   | Estocolmo        | Suecia         | Fryshuset                        | —                               | —           |
| 7 de noviembre de 2017   | Berlín           | Alemania       | Tempodrom                        | 3,546 / 3,549                   | $256,146    |
| 8 de noviembre de 2017   | Ámsterdam        | Países Bajos   | AFAS Live                        | 5,974 / 5,974                   | $340,762    |
| 10 de noviembre de 2017  | Milán            | Italia         | Alcatraz                         | 2,997 / 3,106                   | $262,870    |
|                          |                  |                |                                  |                                 |             |
| 23 de noviembre de 2017  | Singapur         | Singapur       | The Star Performing Arts Centre  | —                               | —           |
| Oceanía                  |                  |                |                                  |                                 |             |
| 26 de noviembre de 2017  | Sídney           | Australia      | Enmore Theatre                   | —                               | —           |
| 30 de noviembre de 2017  | Melbourne        | Australia      | Forum Theatre                    | —                               | —           |
| 2 de diciembre de 2017   | Auckland         | Nueva Zelanda  | Spark Arena                      | —                               | —           |
| Asia                     |                  |                |                                  |                                 |             |
| 7 de diciembre de 2017   | Tokio            | Japón          | Ex Theatre Roppongui             | —                               | —           |
| 8 de diciembre de 2017   | Tokio            | Japón          | Ex Theatre Roppongui             | —                               | —           |
| Europa                   |                  |                |                                  |                                 |             |
| 11 de marzo de 2018      | Basilea          | Suiza          | St. Jakobshalle                  | 6,725 / 6,725                   | $560,383    |
| 13 de marzo de 2018      | París            | Francia        | AccorHotels Arena                | 12,422 / 13,811                 | $859,867    |
| 14 de marzo de 2018      | Ámsterdam        | Países Bajos   | Ziggo Dome                       | 13,105 / 13,105                 | $916,022    |
| 16 de marzo de 2018      | Amberes          | Bélgica        | Sportpaleis                      | 12,156 / 12,156                 | $856,747    |
| 18 de marzo de 2018      | Estocolmo        | Suecia         | Ericsson Globe                   | 8,578 / 8,578                   | $711,071    |
| 19 de marzo de 2018      | Copenhague       | Dinamarca      | Royal Arena                      | 10,580 / 10,580                 | $971,088    |
| 21 de marzo de 2018      | Oslo             | Noruega        | Oslo Spektrum                    | 9,307 / 9,307                   | $653,261    |
| 24 de marzo de 2018      | Oberhausen       | Alemania       | König-Pilsener-Arena             | 10,591 / 10,814                 | $717,474    |
| 25 de marzo de 2018      | Hamburgo         | Alemania       | Barclaycard Arena                | 10,422 / 11,894                 | $755,658    |
| 27 de marzo de 2018      | Múnich           | Alemania       | Olympiahalle                     | 11,267 / 11,267                 | $801,337    |
| 30 de marzo de 2018      | Barcelona        | España         | Palau Sant Jordi                 | 10,338 / 10,338                 | $729,427    |
| 31 de marzo de 2018      | Madrid           | España         | WiZink Center                    | 12,108 / 12,108                 | $882,525    |
| 2 de abril de 2018       | Milán            | Italia         | Mediolanum Forum                 | 10,374 / 10,374                 | $741,138    |
| 4 de abril de 2018       | Bolonia          | Italia         | Unipol Arena                     | 12,660 / 12,660                 | $916,473    |
| 5 de abril de 2018       | Mannheim         | Alemania       | SAP Arena                        | 9,015 / 9,015                   | $641,605    |
| 7 de abril de 2018       | Birmingham       | Reino Unido    | Genting Arena                    | 12,771 / 12,771                 | $943,165    |
| 9 de abril de 2018       | Mánchester       | Reino Unido    | Manchester Arena                 | 13,478 / 13,478                 | $1,002,200  |
| 11 de abril de 2018      | Londres          | Reino Unido    | The O2 Arena                     | 29,572 / 32,869                 | $2,088,620  |
| 12 de abril de 2018      | Londres          | Reino Unido    | The O2 Arena                     | 29,572 / 32,869                 | $2,088,620  |
| 14 de abril de 2018      | Glasgow          | Reino Unido    | SSE Hydro                        | 10,546 / 10,546                 | $803,026    |
| 16 de abril de 2018      | Dublín           | Irlanda        | 3Arena                           | 12,612 / 12,612                 | $970,530    |
| Oceanía                  |                  |                |                                  |                                 |             |
| 21 de abril de 2018      | Perth            | Australia      | Perth Arena                      | 9,256 / 9,256                   | $895,011    |
| 24 de abril de 2018      | Melbourne        | Australia      | Hisene Arena                     | —                               | —           |
| 27 de abril de 2018      | Sídney           | Australia      | Qudos Bank Arena                 | 14,263 / 14,532                 | $1,323,240  |
| 28 de abril de 2018      | Brisbane         | Australia      | Brisbane Entertainment Centre    | 10,658 / 10,658                 | $989,211    |
| Asia                     |                  |                |                                  |                                 |             |
| 1 de mayo de 2018        | Manila           | Filipinas      | Mall of Asia Arena               | —                               | —           |
| 3 de mayo de 2018        | Singapur         | Singapur       | Singapore Indoor Stadium         | —                               | —           |
| 5 de mayo de 2018        | Hong Kong        | Hong Kong      | Convention and Exhibition Centre | —                               | —           |
| 7 de mayo de 2018        | Bangkok          | Tailandia      | IMPACT Arena                     | —                               | —           |
| 10 de mayo de 2018       | Osaka            | Japón          | World Memorial Hall              | —                               | —           |
| 12 de mayo de 2018       | Tokio            | Japón          | Makuhari Messe                   | —                               | —           |
| Latinoamérica            |                  |                |                                  |                                 |             |
| 23 de mayo de 2018       | Buenos Aires     | Argentina      | DirecTV Arena                    | —                               | —           |
| 25 de mayo de 2018       | Santiago         | Chile          | Movistar Arena                   | —                               | —           |
| 27 de mayo de 2018       | Río de Janeiro   | Brasil         | Jeunesse Arena                   | —                               | —           |
| 29 de mayo de 2018       | São Paulo        | Brasil         | Espaço das Américas              | —                               | —           |
| América del Norte        |                  |                |                                  |                                 |             |
| 1 de junio de 2018       | Ciudad de México | México         | Palacio de los Deportes          | —                               | —           |
| 2 de junio de 2018       | Ciudad de México | México         | Palacio de los Deportes          | —                               | —           |
| 5 de junio de 2018       | Dallas           | Estados Unidos | American Airlines Center         | —                               | —           |
| 6 de junio de 2018       | Houston          | Estados Unidos | Toyota Center                    | —                               | —           |
| 9 de junio de 2018       | Sunrise          | Estados Unidos | BB&T Center                      | —                               | —           |
| 11 de junio de 2018      | Duluth           | Estados Unidos | Infinite Energy Arena            | —                               | —           |
| 12 de junio de 2018      | Nashville        | Estados Unidos | Bridgestone Arena                | —                               | —           |
| 15 de junio de 2018      | Philadelphia     | Estados Unidos | Wells Fargo Center               | —                               | —           |
| 16 de junio de 2018      | Toronto          | Canadá         | Air Canada Centre                | —                               | —           |
| 18 de junio de 2018      | Boston           | Estados Unidos | TD Garden                        | —                               | —           |
| 21 de junio de 2018      | Nueva York       | Estados Unidos | Madison Square Garden            | —                               | —           |
| 22 de junio de 2018      | Nueva York       | Estados Unidos | Madison Square Garden            | —                               | —           |
| 24 de junio de 2018      | Washington       | Estados Unidos | Capital One Arena                | 15,894 / 15,894                 | $1,308,830  |
| 26 de junio de 2018      | Detroit          | Estados Unidos | Little Caesars Arena             | 15,894 / 15,894                 | $1,314,805  |
| 27 de junio de 2018      | Indianápolis     | Estados Unidos | Bankers Life Fieldhouse          | 15,566 / 15,566                 | $1,126,960  |
| 30 de junio de 2018      | Chicago          | Estados Unidos | United Center                    | 18,286 / 18,286                 | $1,432,559  |
| 1 de julio de 2018       | Saint Paul       | Estados Unidos | Xcel Energy Center               | 16,194 / 16,914                 | $1,375,044  |
| 3 de julio de 2018       | Denver           | Estados Unidos | Pepsi Center                     | 13,636 / 13,636                 | $1,097,362  |
| 6 de julio de 2018       | Vancouver        | Canadá         | Rogers Arena                     | 14,134 / 14,134                 | $1,106,020  |
| 7 de julio de 2018       | Seattle          | Estados Unidos | KeyArena                         | 13,535 / 13,535                 | $1,118,752  |
| 9 de julio de 2018       | Sacramento       | Estados Unidos | Golden 1 Center                  | 14,565 / 14,565                 | $1,209,502  |
| 11 de julio de 2018      | San José         | Estados Unidos | SAP Center                       | 14,632 / 14,632                 | $1,171,338  |
| 13 de julio de 2018      | Inglewood        | Estados Unidos | The Forum                        | 33,698 / 33,698                 | $2,700,031  |
| 14 de julio de 2018      | Inglewood        | Estados Unidos | The Forum                        | 33,698 / 33,698                 | $2,700,031  |
| Total:                   |                  |                |                                  |                                 |             |